# Dunlop Srixon World Challenge 2014
Das Dunlop Srixon World Challenge 2014 ist ein Tennisturnier der ATP Challenger Tour 2014 für Herren und ein Tennisturnier des ITF Women’s Circuit 2014 für Damen in Toyota. Sie finden zeitgleich vom 16. bis zum 23. November 2014 statt.